# Lisboa, o Direito à Cidade
Lisboa, o Direito à Cidade (1974) é um documentário português de longa-metragem de Eduardo Geada, um dos primeiros filmes do cinema militante da década de setenta.
Estreou a 21 de Janeiro de 1975 na RTP.

## Sinopse
«O modo como a estruturação do espaço urbano capitalista reflecte as contradições e os conflitos das classes em luta e a demarcação de uma análise da sociedade urbana, que os poucos depoimentos em off vêm confirmar. Uma das cracterísticas da cidade em que vivemos é a sua distribuição e usos diferenciados: as diversas zonas não possuem formas semelhantes de ocupação nem as mesmas facilidades urbanas, nem populações com idênticas características sócias e económicas» (Cit.: José de Matos-Cruz, O Cais do Olhar, ed. da Cinemateca Portuguesa, pp. 157/158, 1999.
Contrariando o modelo documental de intervenção usual na época, baseado no registo de depoimentos, entrevistas e acontecimentos emblemàticos, o filme de Geada, pelo contràrio, apresenta uma visão politica de conjunto do planeamento urbano de Lisboa, numa perspectiva de recorte històrico e sociològico em que sobressai a premissa do ordenamento da cidade como palco da luta de classes.

## Ficha técnica
- Argumento – Eduardo Geada
- Realizador – Eduardo Geada
- Produção – RTP (Departamento Sócio-Político)
- Assitente de Produção – José Camacho Costa
- Exteriores – Lisboa
- Data de rodagem – Novembro/Dezembro de 1974
- Série – A Gente que nós somos
- Texto – Eduardo Geada
- Assistente de realização – João Lopes
- Colaboração – Bárbara Lopes
- Fotografia – Manuel Costa e Silva
- Assistente de imagem – Francisco Silva
- Música – Acordeão de Rua
- Montagem – Eduardo Geada
- Assistente de montagem – António Louro
- Formato – 16 mm p/b
- Género – documentário político (cinema militante)
- Duração – 84’
- Estreia – RTP, a 21 de Janeiro de 1975